# Štrbské Pleso
Štrbské Pleso (în germană Tschirmer See sau Zirbener See; în poloneză Szczyrbske Jezioro; în maghiară Szentiványi Csorbató) este un lac glaciar și o localitate balneară, din munții Tatra Mare în regiunea turistică Štrba din Slovacia. El se află la altitudinea de 1346 m deasupra n.m., lacul a luat naștere prin topirea ghețarului care azi a dispărut. El are suprafața de  19,76 ha, cu un volum de apă de  1284 m3, lungimea lacului fiind 640 dm iar lățimea de 600 dem, având adâncimea maximă de 20 m. Lacul este acoperit de gheață ca. un timp de 155 de zile pe an, el nu are nici o scurgere sau alimentare la suprafață. Lacul este prima oară amintit în anul 1901 de David Fröhlich din familia  Szentiványi în opera sa „Bibliotheca seu Cynosura Peregrinantium”. La sfârșitul secolului XIX s-a populat artificial lacul cu pește, pe timpul iernii se transportă gheață curată de pe lac la Berlin, Viena și Budapesta.